# IC 4641
IC 4641 ist eine Spiralgalaxie vom Hubble-Typ Sc im Sternbild Paradiesvogel am Südsternhimmel. Sie ist schätzungsweise 232 Millionen Lichtjahre von der Milchstraße entfernt.
Das Objekt wurde am 17. August 1900 von DeLisle Stewart entdeckt.